# Gut Branderhof

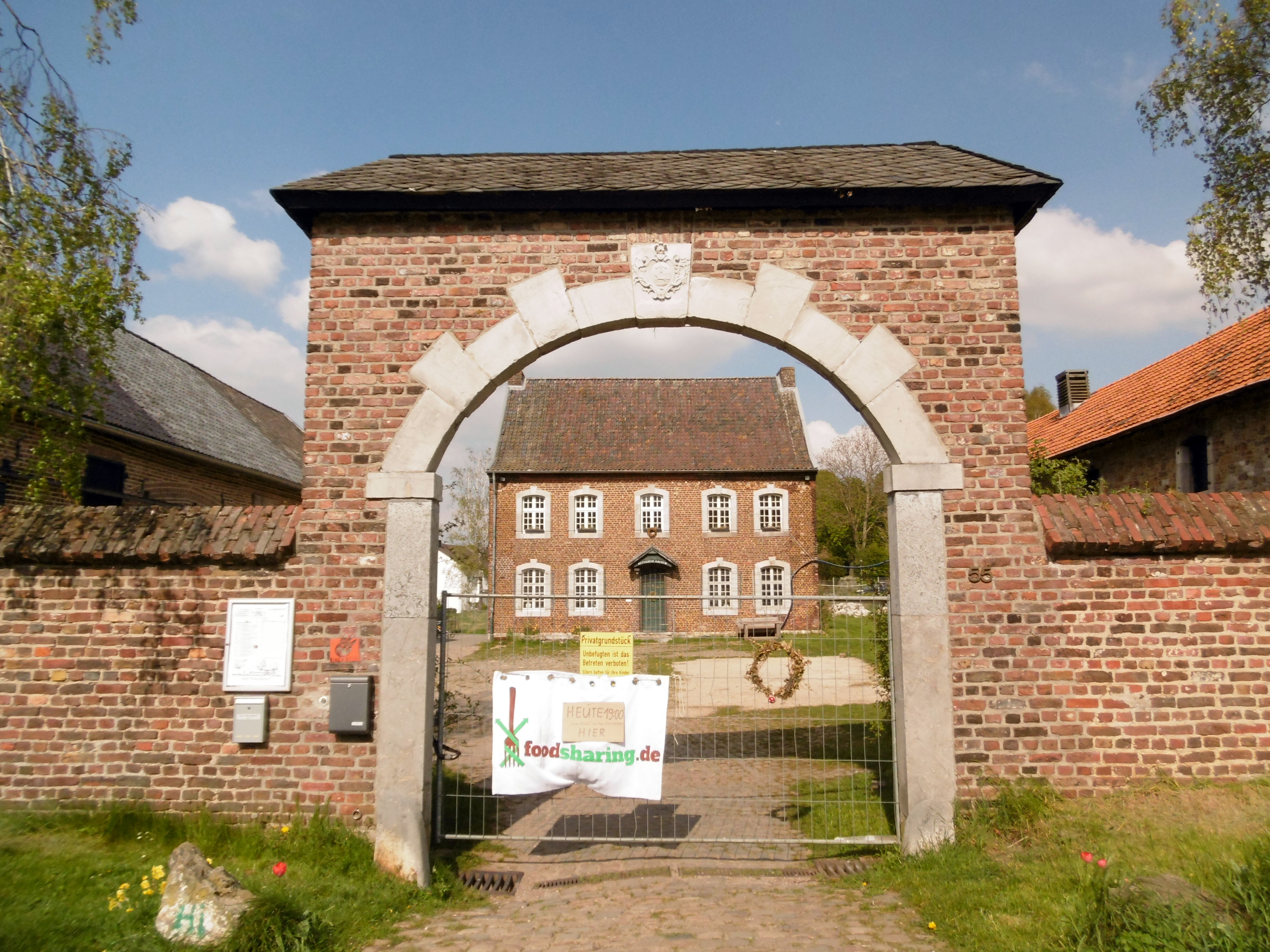
Gut Branderhof

Das Gut Branderhof ist ein ehemaliges Hofgut in Aachen-Burtscheid. Es wurde im Jahr 1769 erbaut und steht seit 1983 unter Denkmalschutz.

## Geschichte
Der Branderhof wurde erstmalig 1513 schriftlich erwähnt. Hierbei ging es darum, dass der Vogt Andreas II. von Merode, Herr zu Frankenberg mit Sitz auf der Burg Frankenberg, es versäumt hatte, einen Kredit auf den Hof von 1500 Gulden wie vereinbart zurückzuzahlen. Laut Christian Quix wohnten aber vorher schon die Familien Scheidt, Volkweins, Breugdael und Gyben auf dem Hof. Das Land des Hofes gehörte der Reichsabtei Burtscheid, die es an die Vögte verpachtet hatte. Im 16. Jahrhundert diente der Hof den Witwen der Vögte Anna von Ellenband und Anna von Merode als Wittum.
Im Jahre 1586 musste die Äbtissin Petronella von Voß die Erbpacht wegen der „hochgeferlichen Zeiten und Kriegsleuten“, also der Kriegswirren durch den spanischen König Philipp II., an den Erben der Vögte, Johan Hoffalize-Merode, verkaufen. In der Folge verfiel der Branderhof immer mehr. Im Jahre 1746 kaufte der Färber und Bankier aus Eupen Leonhard Thimus den Hof für 13.000 Gulden. Sein Sohn Heinrich Josef Thimus, Oberforstmeister im Herzogtum Limburg und Bürgermeister der Reichsstadt Aachen, erneuerte den Hof unter dem Einfluss des Architekten Jakob Couven. Unter dem Wappen Familie von Thimus am Hoftor ist die lateinische Inschrift „AUSP ICE COELO POSUIT“ – „Unter dem Schutz des Himmels errichtet von Joseph von Thimus“ eingraviert. Im Jahr 1796 brannte der Hof bis auf die Grundmauern nieder. Der Tuchmacher Carl von Nellessen kaufte 1860 den Branderhof und ließ ihn als Rittergut anerkennen; seitdem wird er „Gut Branderhof“ genannt. 
Von 1871 bis 1960 pachtete die Familie Dückers den Hof. Zwischenzeitlich kaufte im Jahr 1925 die Stadt Aachen den Hof mit 56 Hektar Land. In den fünfziger Jahren baute sie rund um den Hof eine Neubausiedlung, so dass der landwirtschaftliche Betrieb aufgegeben wurde. Daraufhin betrieb von 1960 bis 2013 der Reitverein Steinebrück e. V. das Gut als Pferdehof mit der Gaststätte „Vetternwirtschaft“. Im Jahr 2015 wurde das Nachbarschaftszentrum „GUT! Branderhof e. V.“ gegründet und führt seitdem vielfältige Veranstaltungen auf dem Hof durch. Die Scheune wurde 2019 zu einer privaten Kita umgebaut. Seit 2023 werden das Haupthaus und der Pferdestall von der Stadt Aachen renoviert sowie das gesamte Areal neu gestaltet. Im ehemaligen Pferdestall finden seit Juni 2025 wieder Angebote des Vereins Gut Branderhof e. V. statt.

## Architektur
Der heutige Hof wurde gemäß Wappenstein im Jahr 1769 erbaut. Es handelt sich um eine dreiflügelige Hofanlage mit Wänden in Backsteinbauweise, die Fenster mit Blausteingewände eingefasst. Das Wohnhaus ist zweigeschossig mit fünf Achsen, der Hof wird zur Straße hin durch eine Backsteinmauer mit Blausteinportal abgeschlossen. Die zum Hof gehörende südöstlich gelegene Scheune wurde aus Bruchstein gemauert, die nordwestlich gelegene Doppelscheune im 19. Jahrhundert ergänzt.